# Uruguaya
Uruguaya is een geslacht van sponsdieren uit de klasse van de Demospongiae (gewone sponzen).

## Soort
- Uruguaya corallioides (Bowerbank, 1863)